# The Informer (1935)
The Informer is een Amerikaanse dramafilm uit 1935 onder regie van John Ford. Het scenario is gebaseerd op de gelijknamige roman uit 1925 van de Ierse auteur Liam O'Flaherty. De film werd destijds in Nederland uitgebracht onder de titel Verraad.

## Verhaal
De Ierse dronkenman Gypo Nolan doet er alles voor om aan drank te raken. Tijdens de Ierse rellen verraadt hij voor 20 pond zijn vriend Frankie McPhillip, die lid is van de IRA. Hij krijgt later gewetenswroeging.

## Rolverdeling
| Acteur          | Personage         |
| --------------- | ----------------- |
| Victor McLaglen | Gypo Nolan        |
| Heather Angel   | Mary McPhillip    |
| Preston Foster  | Dan Gallagher     |
| Margot Grahame  | Katie Madden      |
| Wallace Ford    | Frankie McPhillip |
| Una O'Connor    | Mevrouw McPhillip |
| J.M. Kerrigan   | Terry             |
| Joe Sawyer      | Barty Mulholland  |
| Neil Fitzgerald | Tommy Connor      |
| Donald Meek     | Peter Mulligan    |
| D'Arcy Corrigan | Blinde            |
| Leo McCabe      | Donahue           |
| Steve Pendleton | Dennis Daly       |
| Francis Ford    | Flynn             |
| May Boley       | Madame Betty      |